# Carinstrocerus hilaris
Carinstrocerus hilaris är en stekelart som beskrevs av Giordani Soika 1989. Carinstrocerus hilaris ingår i släktet Carinstrocerus och familjen Eumenidae. Inga underarter finns listade.